# Zamek w Ząbkowicach Śląskich
Zamek w Ząbkowicach Śląskich – zamek z XIV w. w Ząbkowicach Śląskich, w powiecie ząbkowickim wpisany do rejestru zabytków nieruchomych województwa dolnośląskiego.
Renesansowa budowla obronna wzniesiona w latach 1522–1532 na miejscu gotyckiego zamku obronnego. Obecnie są to zachowane ruiny udostępnione do zwiedzania.

## Historia
Pierwotny zamek gotycki został zbudowany w XIV wieku. Najstarsze zapiski o warowni w Ząbkowicach pochodzą z 1321 r.. W 1335 przetrwał oblężenie czeskich wojsk, jednak już w następnym roku został zastawiony Luksemburgom przez Bolka II, a ostatecznie sprzedany wraz z miastem przez syna Bolka – Mikołaja Małego. W czasie wojen husyckich został zniszczony, po czym już przez nowych właścicieli zmodernizowany i umocniony. W połowie XV stulecia stał się własnością synów króla czeskiego Jerzego z Podiebradów. Zaatakowany przez mieszczan wrocławskich, świdnickich i nyskich został w 1468 uszkodzony. W 1489 oblegany był przez króla węgierskiego Macieja Korwina. Zdobyty po kilkumiesięcznym oblężeniu, dopiero po sprowadzeniu ciężkiego działa ze Świdnicy, pozostał jednak w jego posiadaniu tylko do roku 1490.
W latach 1522 (lub 1524)–1532 Karol I, książę ziębicki, rozebrał częściowo pozostałe mury i zbudował zamek w stylu renesansowym. Nowa rezydencja zawierała w sobie pozostałości starej warowni, co można zaobserwować na południowej ścianie zrujnowanego obecnie zamku. Wybrzuszenie na tej ścianie stanowi linię murów dawnej gotyckiej budowli. Projektantem tego obiektu z dobrze zamaskowanym systemem obronnym był znany już wówczas czeski architekt i budowniczy Benedykt Rejt. Dalszą rozbudowę zamku przerwały śmierć Rejta (w 1534 lub 1536 r.) oraz zaczynający się kryzys finansowy Podiebradów.
W 1646 r., w końcowym okresie wojny trzydziestoletniej, zniszczeniu uległy basteje i niektóre partie mieszkalne. Wprawdzie na początku XVIII w. poważnej, ale niedokończonej odbudowy dokonał książę H. J. Auersperg, ale po oblężeniach, szturmach i zniszczeniach w następnych wiekach zamek został ostatecznie opuszczony w 1728. Stan jego jeszcze pogorszył pożar z 1784 roku, po którym obiekt popadł w ruinę.
W okresie międzywojennym na zamku działało muzeum regionalne i schronisko turystyczne.
Po II wojnie światowej pierwsze, niewielkie prace zabezpieczające w ruinach przeprowadzono w latach 1958-1961. W grudniu 2013 r. zakończył się II etap prac remontowych, obejmujących zabezpieczenie korony murów skrzydła wschodniego i południowego oraz zabezpieczenie południowo-wschodniej bastei. Obecnie jest utrzymywany i konserwowany jako tzw. trwała ruina.

## Architektura
Zamek jest budowlą o czterech dwupiętrowych skrzydłach, ustawionych w regularny czworobok. Obronę murów można było prowadzić flankowym ostrzałem dzięki dwóm narożnym, trójkondygnacyjnym bastejom umiejscowionym po przekątnej. Pomieszczenia mieszkalne, oświetlone zewnętrznymi oknami, znajdowały się na wyższych piętrach. Szczyty murów miały dekoracyjną attykę, która osłaniała posterunki straży, a jej okienka były strzelnicami. Nad głównym wjazdem na dziedziniec, od wschodniej strony, była umieszczona tarcza herbowa fundatora zamku, a poza tym nie było tam żadnych dekoracji. Surowy portal z ciosanego kamienia zakończony ostrołukiem nawiązywał do gotyku. Nad bramą wznosiła się wysoka wieża zakończona attyką. Obok znajdowała się nieco węższa furtka dla pieszych. Nad wejściem umieszczono dodatkowe stanowisko straży z otworem strzelniczym. Oprócz wieży bramnej była jeszcze mała kolista wieżyczka po północno-wschodniej stronie murów. Przy książęcym, wschodnim skrzydle na dziedzińcu zamku zachowały się ślady renesansowych krużganków, obok wawelskich i brzeskich najwcześniejszych na terenie Polski.

## Galeria

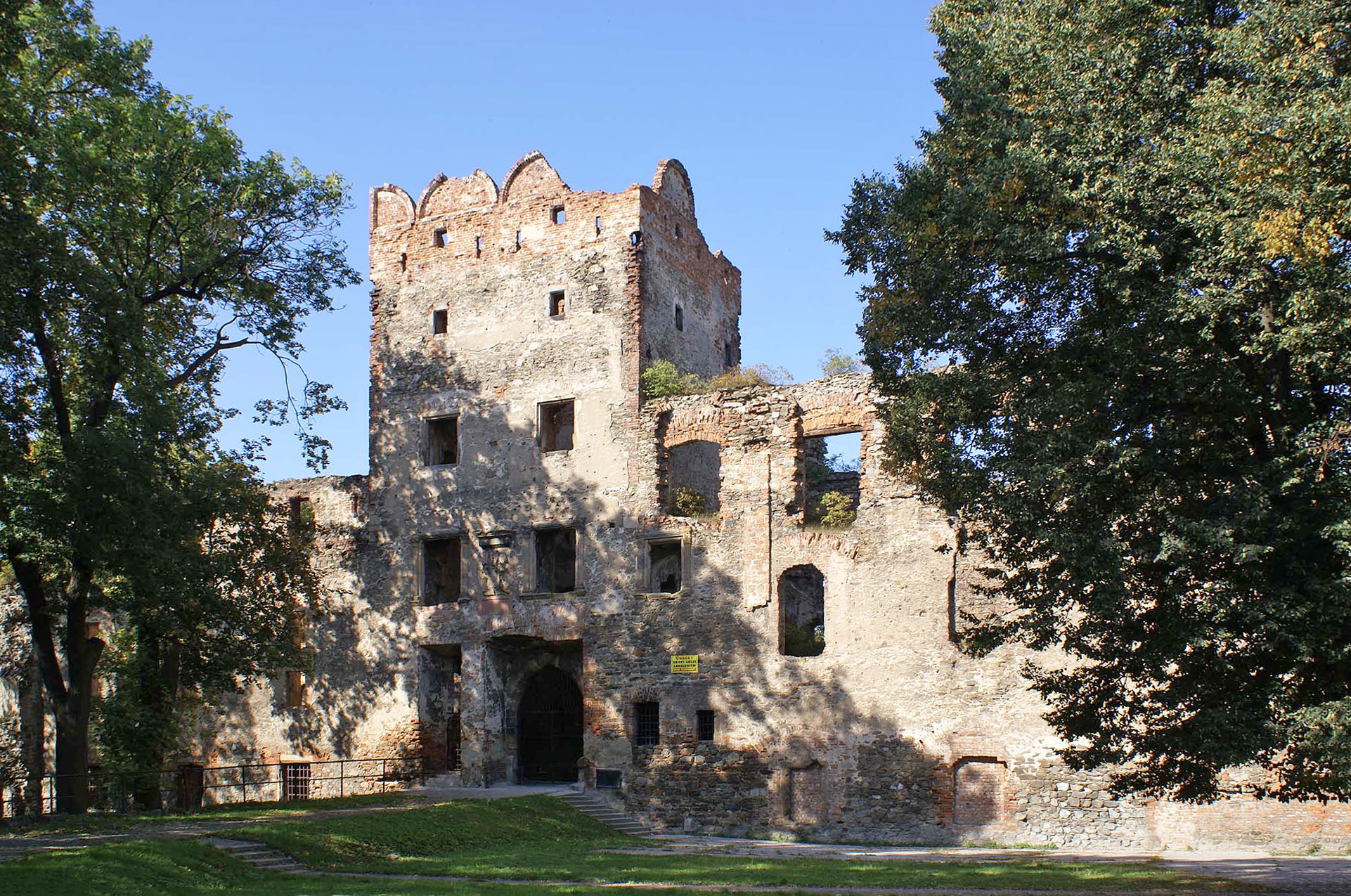
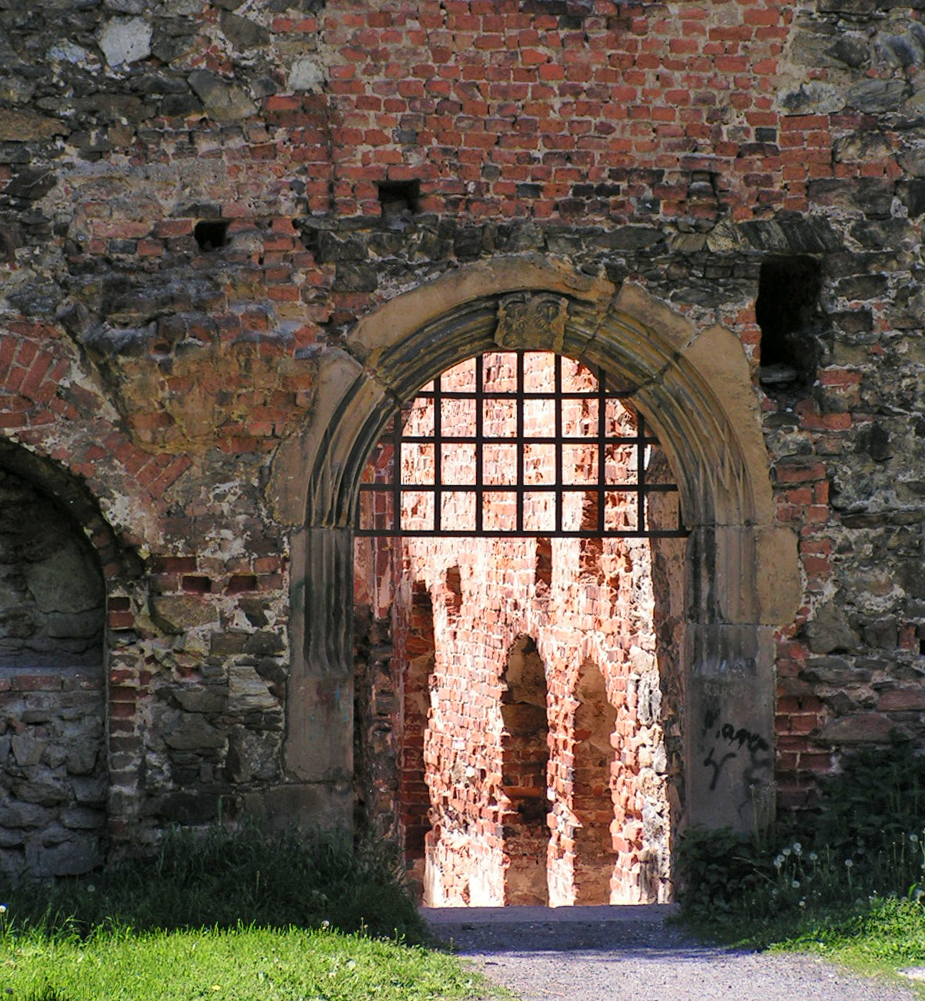
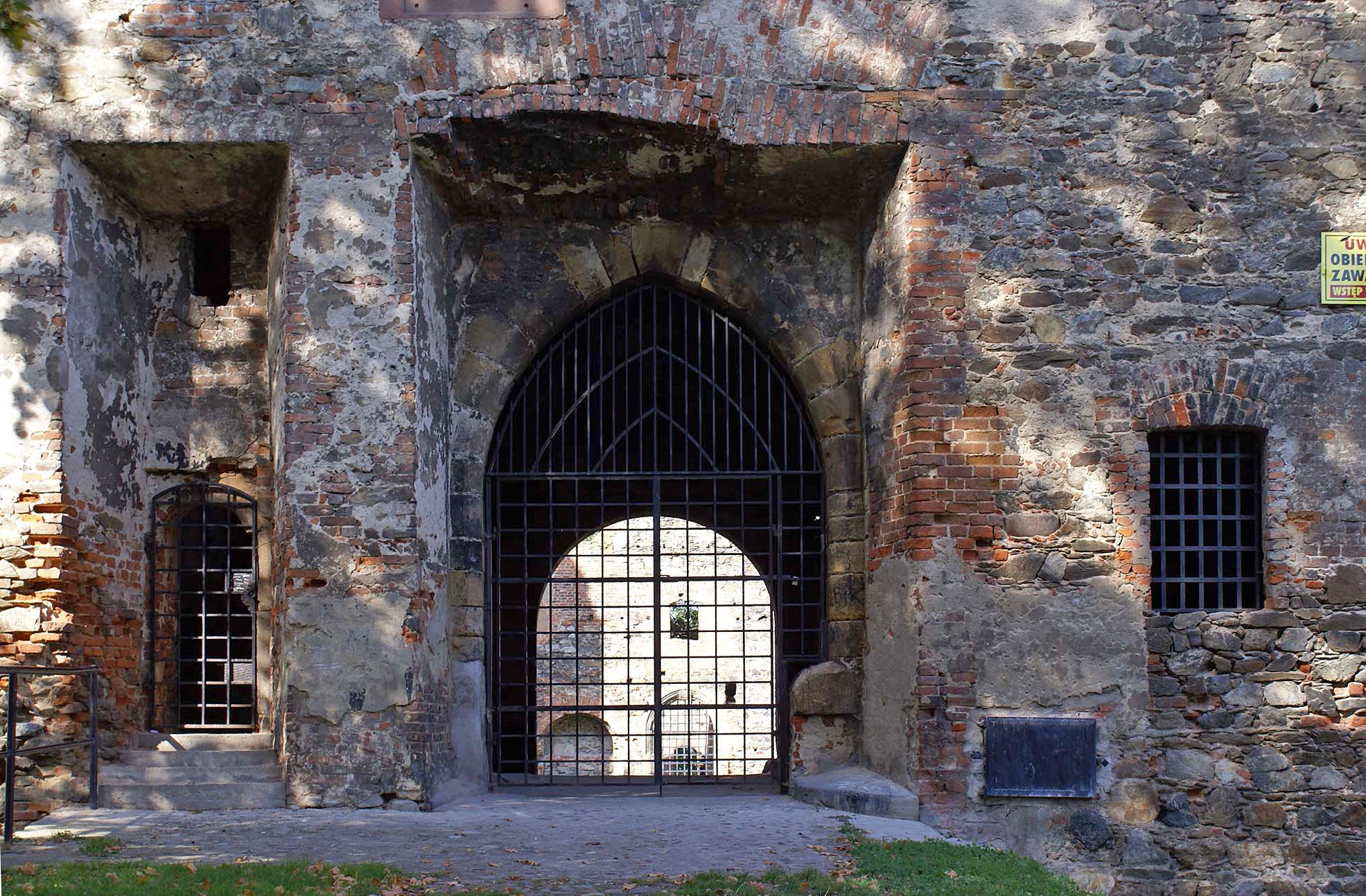
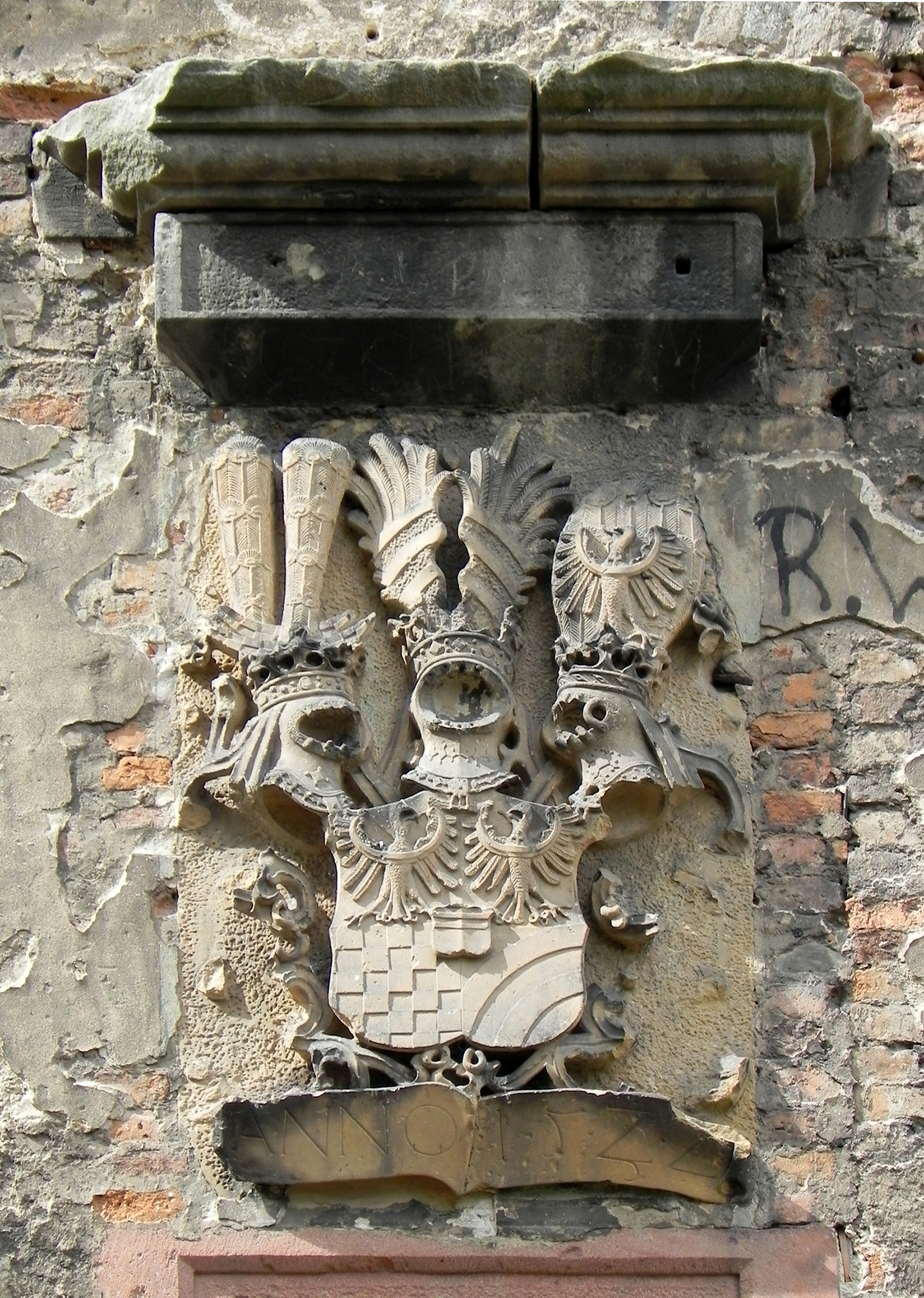
Herb Podiebradów
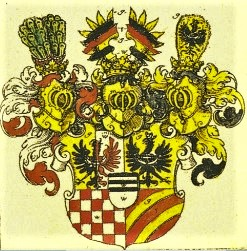
Herb Podiebradów (ks. ziębickie)
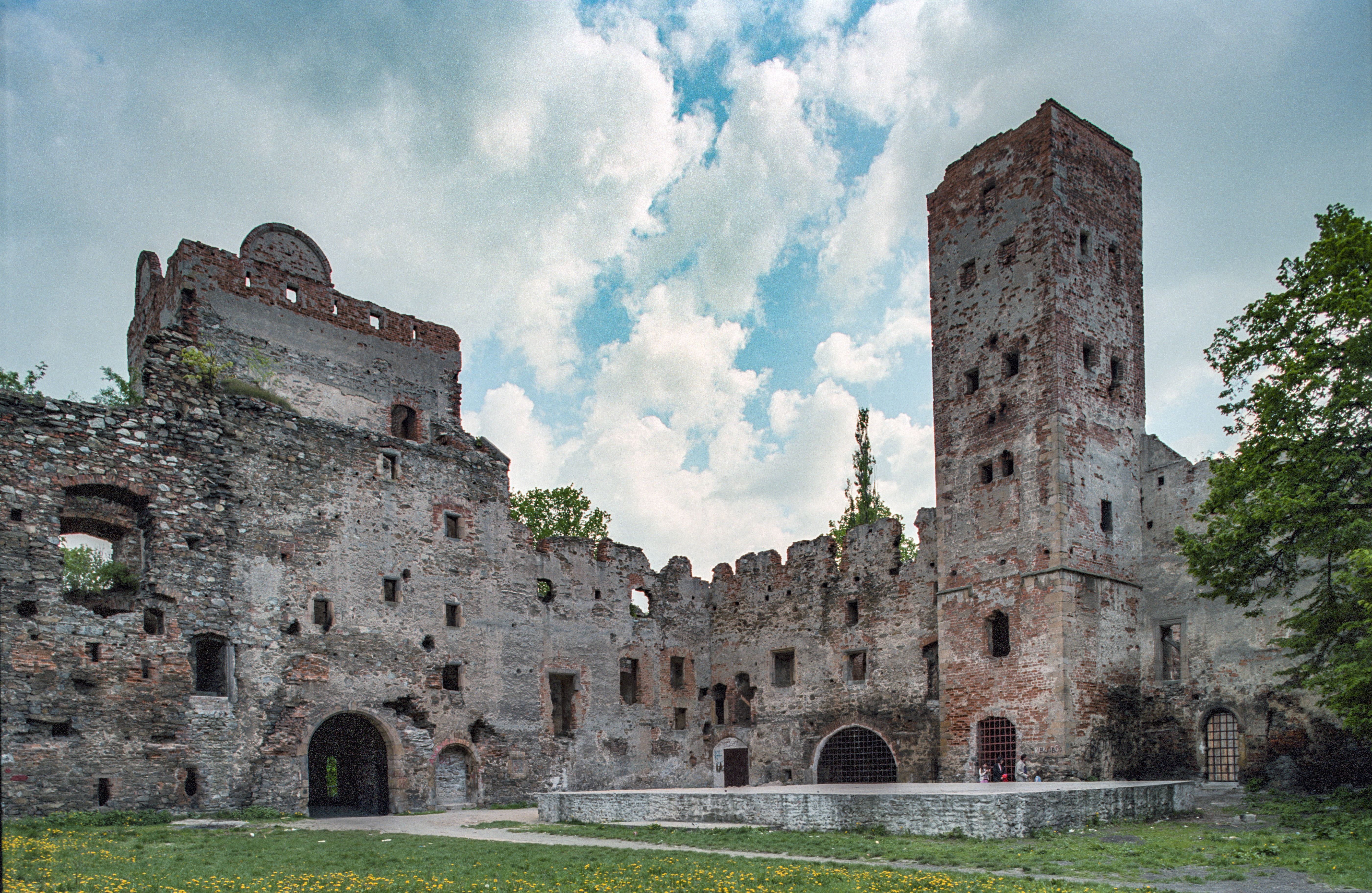